# Galmiz
Galmiz (toponimo tedesco; in francese Charmey) è un comune svizzero di 672 abitanti del Canton Friburgo, nel distretto di Lac.

## Geografia fisica
Galmiz comprende una parte del Lago di Morat.

## Società

### Evoluzione demografica
L'evoluzione demografica è riportata nella seguente tabella:
Abitanti censiti

## Infrastrutture e trasporti

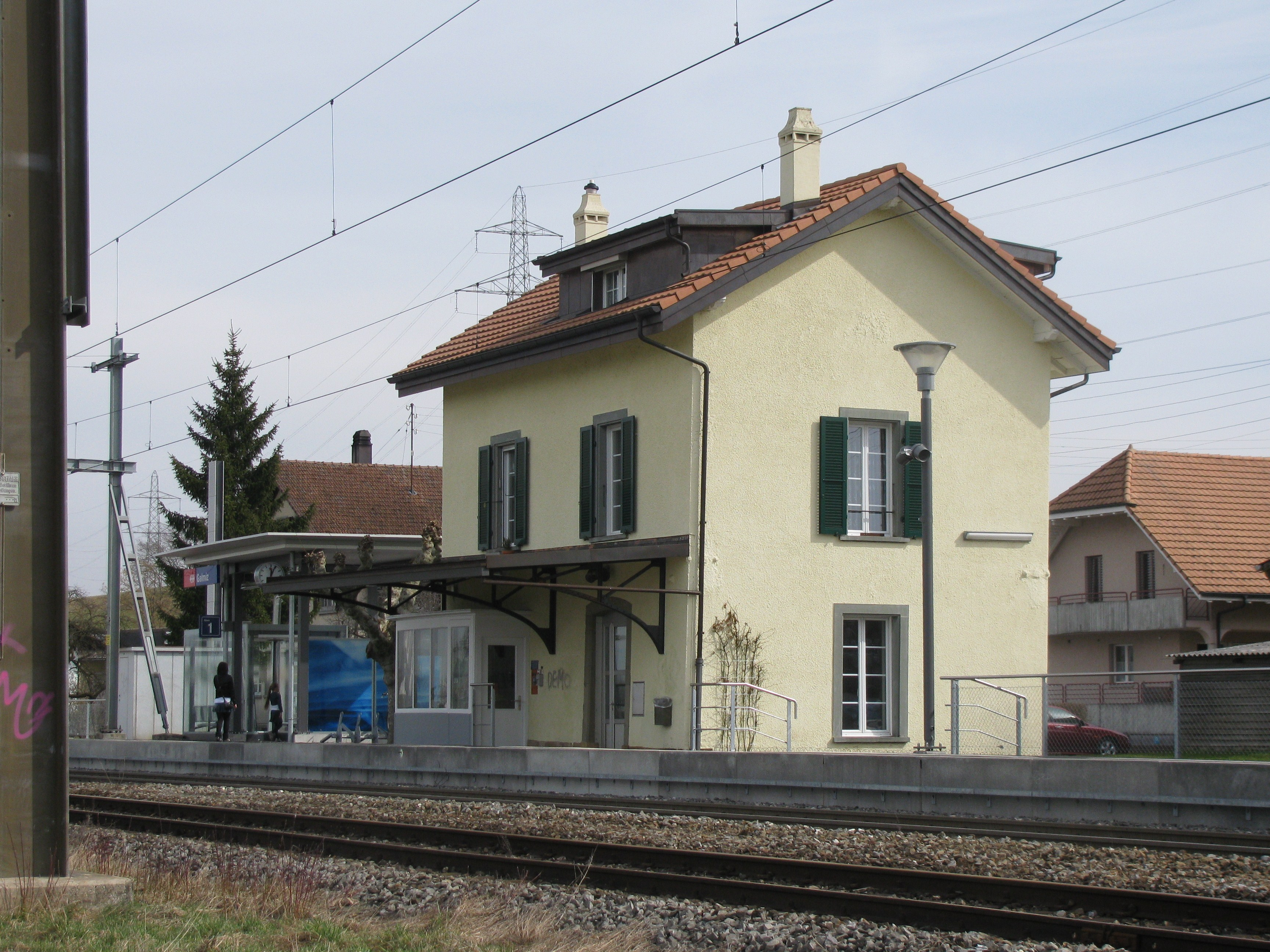
La stazione di Galmiz

Galmiz è servito dall'omonima stazione sulla ferrovia Palézieux-Lyss.

## Amministrazione
Ogni famiglia originaria del luogo fa parte del comune patriziale che ha la responsabilità della manutenzione di ogni bene comune.